# Bralin
Bralin (così anche in tedesco) è un comune rurale polacco del distretto di Kępno, nel voivodato della Grande Polonia.
Si compone di 12 villaggi: Bralin, Czermin, Działosze, Gola, Chojęcin, Chojęcin-Parcele, Mnichowice, Nosale, Nowa Wieś Książęca, Tabor Mały, Tabor Wielki e Weronikopole. Il comune di Bralin si estende su una superficie di 85,16 km² ed è abitato da 6366 abitanti (al 31.12.2024).
Il 76,6% della superficie totale del comune è costituito da terreni agricoli.

## Ulteriori informazioni sulla popolazione[2]
| Sesso   | Persone |
| ------- | ------- |
| maschio | 3.084   |
| femmina | 3.015   |

| Età        | Persone |
| ---------- | ------- |
| 0-17 anni  | 1.282   |
| 18-64 anni | 3.866   |
| ≥65 anni   | 951     |

La parte meridionale e centrale dell'area del comune di Bralin si trova nell'altopiano di Wieruszów, che fa parte della Pianura della Wielkopolska meridionale. A sua volta, l'area nord-occidentale del comune di Bralin comprende l'area delle colline di Ostrzeszów. Le acque superficiali che si trovano qui appartengono alla regione idrica del Medio Oder, qui scorrono i seguenti fiumi: Niesób (affluente sinistro del Prosna), Szumna Woda, Czarna e Biała Widawa (affluente del Widawa).
Un'importante via di comunicazione attraversa il comune, che è l'autostrada S8, che collega Breslavia, Łódź, Varsavia e Białystok. La comoda comunicazione con i grandi agglomerati e l'ingresso alla strada S8 attraverso lo "svincolo di Bralin" situato nella parte occidentale del villaggio di Bralin creano buone condizioni per lo sviluppo sociale ed economico del comune.